# Robertus frivaldszkyi
Robertus frivaldszkyi är en spindelart som först beskrevs av Cornelius Chyzer 1894.  Robertus frivaldszkyi ingår i släktet fuktspindlar, och familjen klotspindlar. Inga underarter finns listade i Catalogue of Life.